# ファシリテイテッド・コミュニケーション
ファシリテイテッド・コミュニケーション（Facilitated Communication: FC）は、科学的に否定されているコミュニケーション介助法であり、自閉症やその他のコミュニケーション障害で発話困難な障害者の身体をファシリテーター（介助者）が支えながら意思伝達を支援する手段として広められている。FCのファシリテーターは、障害者の腕や手を支え誘導し、キーボードやコミュニケーション・ボード（文字盤など）の文字、絵、物体を指す介助を行うが、FCで生成されるメッセージの発信源は介助対象者ではなくファシリテーターであることが明らかになっている。FC使用は多くの冤罪事件を起こし、障害者に閉じ込められた才能があるなどの誤った希望を与えてきたが、いずれの場合も障害者に対する虐待である。FCは、サポート付きタイピング（supported typing）、プログレッシブ・キネステティック・フィードバック（progressive kinesthetic feedback）、リトゥン・ライティング・アウトプット・コミュニケーション・エンハンスメント（written output communication enhancement）とも呼ばれる。日本では指談、指筆談、筆談、表出援助法／ソフト・タッチング・アシスタンス（Soft Touching Assistance：STA）、ペンペン字の名称でも広まっている。
その後広まったインフォーマティブ・ポインティング（informative pointing）とも呼ばれる「ラピッド・プロンプティング・メソッド（Rapid Prompting Method: PRM）やスペリング・トゥ・コミュニケート（Spelling to Communicate:  S2C）は身体に触れない方法であるが、RPM、 S2Cのいずれにも有効性を示すエビデンスはない。
科学界や障害者支援団体の間では、FCは疑似科学であるという合意が広く共有されている。FCを通じて得られるメッセージの発信源は障害者ではなくファシリテーターであるが、ウィジャボード効果やイデオモーター効果により、ファシリテーターはメッセージの発信源は自分ではなく介助対象者だと思い込む。FCを通じて単純な質問をしても、ファシリテーターが質問の答えを知らない場合は（例：物体をファシリテーターには見せずに介助対象者にのみ見せ、何を見たかFCを通して介助対象者に質問する）、正しい回答が得られないという一貫した結果を、数多くの研究が再現している。FC実施中に、介助対象者が目を閉じていたり、文字盤から目をそらしていたり、文字盤に特に興味を示していない状態にもかかわらず、ファシリテーターは介助対象者がメッセージを発信していると思い込んでいるケースが数多くあると報告されている。
FCは、「発達障害分野において最も科学的信憑性の欠けた介入法」と呼ばれている。推進者は、FCの有効性を検証するテスト環境が被験者の自信を失わせる可能性とその影響を考慮すればFCが明確に誤りであるとは証明できないと主張する。 しかし、FCが有効なコミュニケーション介助法ではないということは科学的合意に達しており、多くの言語・発達障害の専門団体がFCを強く否定している。FCを通してこれまで数多くの虚偽の虐待の申し立てが起こされ、介助対象者のみならず家族など周囲の人々にも害を及ぼすことが懸念されている。

## 概要
FCは、重度のコミュニケーション障害のある人々が、自立したコミュニケーションをとれるように、アルファベットボードやキーボード、その他の装置を用いて文字を障害者が指差すのを支援する手段として広められている。開発者のローズマリー・クロスリーは、FCを「重度のコミュニケーション障害のある人々が、コミュニケーション補助器を自立して使うのに必要なハンドスキル習得を支援する教授法」と定義している。FCでは障害者の腕を支える介助者をファシリテーターあるいはコミュニケーションパートナーと呼ぶ。ファシリテーターは障害者がキーボードやデバイス上のアルファベットを指し示せるよう肘、手首、手、袖などの体の部位を支えたり触れたりする。FCの指導は、コミュニケーション障害に関する知識や実習経験をもたないさまざまな教育的・職業的背景にある人々が行っていることが多く、言語指導能力を評価するための認定要件もない。それは、アメリカ言語聴覚学会（ASHA）がにコミュニケーション指導に関わる人員に厳格な基準を適用していることと対照的であり、FCを通して支援される重度のコミュニケーション障害を持つ人々にとって有害となる可能性がある。

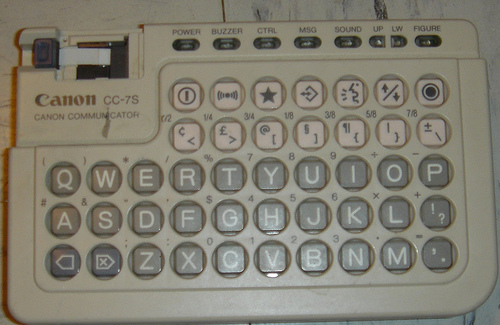
キャノン・コミュニケーター：初期のFCに広く利用された

初期のFCユーザーに人気のあったデバイスのひとつは、キヤノン・コミュニケーターというミニタイプライターであり、起動してタイプするとテープに印字する仕組みだった。キャノン・コミュニケーターを販売していた米国企業（Crestwood Co.とAbovo Co.）は、この機器を販売する際に、FCに使用することで障害者がコミュニケーションを取れるようになるという「虚偽で裏付けのない主張」を行ったとして、後に連邦取引委員会から告発され、和解を余儀なくされ、広告キャンペーンでFCに言及することを注視した。
FCの支持者たちは、FCの介助を受ける障害者がコミュニケーションに困難を呈するのは、神経運動の問題を抱え言葉を発信できないという牢獄に閉じ込められている状態であるからなのに、知的障害があると誤解されがちだと主張し、身体的支えがあればコミュニケーションが可能になると主張している。自閉症の人々が効果的にコミュニケーションをとれないのは、失行などの運動の問題によるものであり、「自分の能力に自信がない」といった心理的要因を取り除き、身体的支援を行えば克服できると主張している。しかし、これらの主張には根拠が欠けており、ノンバーバルの自閉症者がコミュニケーションに困難を抱えるのは発達的・神経学的な背景によるものであり、自閉症が重度のコミュニケーション障害を中核的特徴とすることおよび知的障害との関連が考えられている。
FCのファシリテーターは、障害者の腕の不随意運動を制御しつつ、障害者が誤ってタイプせぬよう、精神的にも支えながら、口頭で促しタイピングを開始させ、障害者が文字を指し示すのを支援するとされている。また、ファシリテーターは障害者のコミュニケーション能力を信じる必要があるともされている。1993年に刊行されたビクレン著のFCを紹介する書籍によると、FCの効果的な実践方法は、まずファシリテーターと被介助者の間に信頼関係を築き、その後、被介助者が手首、腕、肘のどの部分にどれだけの支えが必要なのかを定め、被介助者が安心して学習できる環境を構築し、徐々にコミュニケーションの期待値を高め、支えを段階的に減らし、最終的に独立したタイピングを達成することを目指すとされている。しかし、FCがコミュニケーションへのアクセスを提供するという科学的証拠やFCの使用によって障害者が自立したコミュニケーションを達成するという科学的証拠は存在せず、それどころか、FCを用いたメッセージは障害のある人ではなくファシリテーターによって作成されていることを示す十分な科学的証拠が得られている。

ダブルブラインド試験を通じ、FCのメッセージ発信源が自分であると気づきFCを否定するようになった元ファシリテーターのジャニス・ボイントンは、FCの研修においてFCは機能するとされていたことや、ファシリテーションの複雑さがメッセージの発信源は患者ではなく自分自身の期待であると気づくのを困難としていたと報告した。
ファシリテーションを行っているときは他のことに気を取られすぎる。ファシリテーターは会話を継続したり、質問をしたり、質問に答えたり、介助対象者がキーボードを見ているか確認しようとしたり...頭がフル回転状態となり自分の手の動きを見失ってしまう。そのせいで、FCが機能しているかのように感じてしまうのだ。練習を積めば積むほど、ファシリテーションが実にスムーズに進行しているかのように感じられてしまう。
エモリー大学心理学教授スコット・リリエンフェルドは、『Neuroethics Blog』に寄せた記事で、精神保健の実践者は自らに「専門職としての認識義務――正確な知識を求め、正確な知識を持つという専門職としての義務」があると強調し、次のように述べた。
結局のところ、FCの支持者たちは、自閉症の人々を支援したいと強く願っていた。しかし、FCがもたらす悲劇が我々に教示するところは、善意だけでは不十分ということだ。善意に、著しく不正確な知識と自己批判観点の欠如が組み合わさると、悲惨な結末をもたらすリスクがある。また、FCの悲劇は、専門家が自らの認識義務に注意を払わなければ、意図せずに重大な害を与えてしまうことを我々に教示している。

## 歴史
1950年代以降、喋ることを困難とする障害者のためのコミュニケーション介助法開発が世界各地で試みられた。1960年代、エルセ・ハンセン（デンマーク）、ローナ・ウィング（英国）、ロザリンド ・オッペンハイム （米国）がFCに類似した介助法を考案し、自閉症の子供たちの教育補佐に関連づけた初期の観察結果を発表した。オッペンハイムは自閉症の息子が最小限の身体補助と手の誘導により名前などが書けるようになったと報告した。オッペンハイムは自閉症児がコミュニケーションに困難を抱えるのは身体的な問題からではと考え、ハンド・オーバー・ハンドとも呼ばれる筆記補助テクニックの使い方を記したが、他の自閉症児への応用は芳しくなかった。この筆記補助テクニックの研究は1960年代と1970年代にデンマークで行われたが、科学的根拠が欠如していたため国外には影響を与えぬまま、1980年代初頭には議論は終息した 。

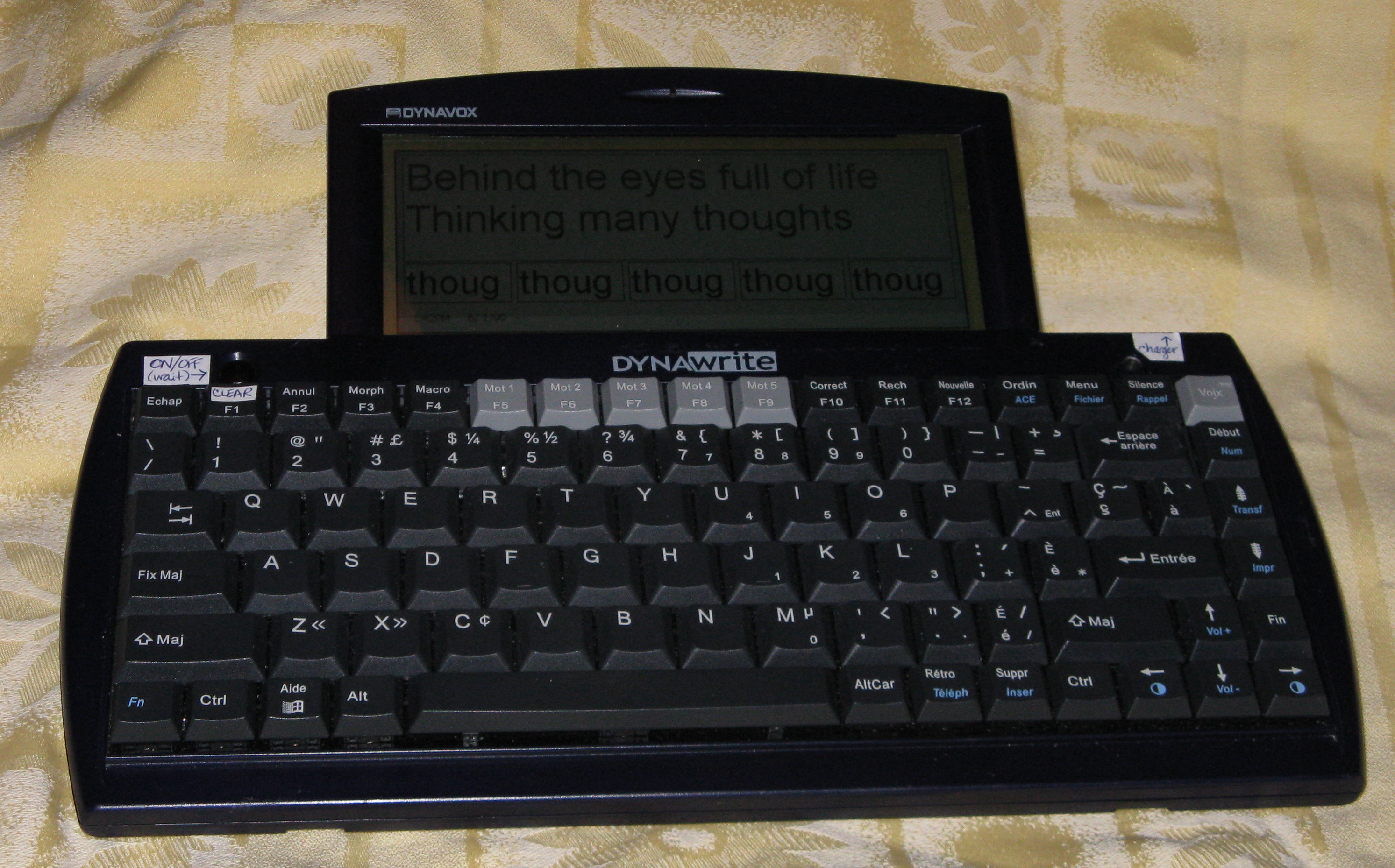
FCに使用されたキーボード

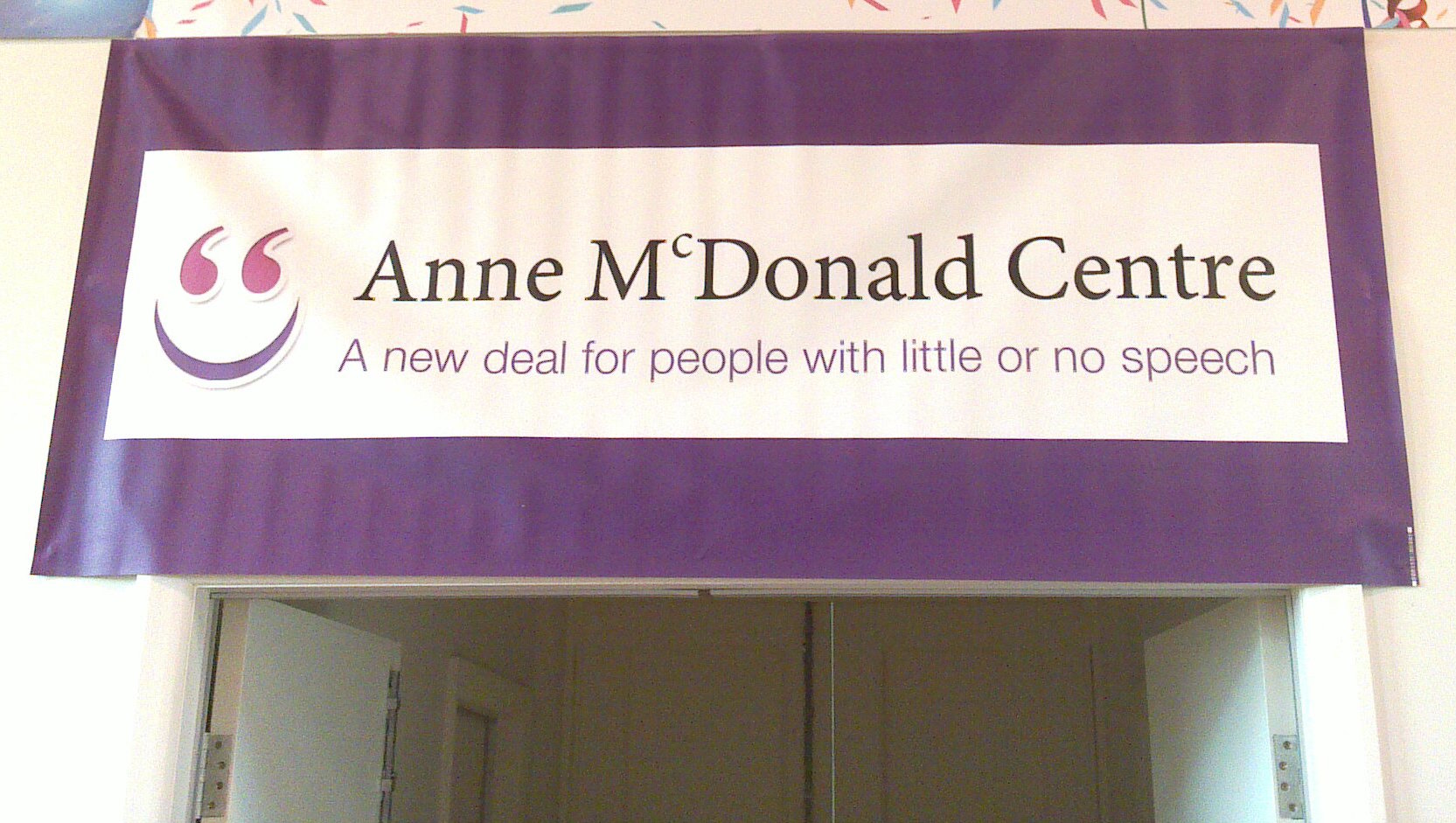
メルボルンのAnne McDonald Centre（旧DEAL Communication Centre）。初期FC実践の中心的機関でありローズマリー・クロスリーが率いていた。

FCは世界的に拡大代替コミュニケーション（Augmentative and Alternative Communication: AAC）開発が盛んな機運の中で開発された。1977年、豪州メルボルンに所在するセント・ニコラス病院で重度障害児のプレイリーダーとして特別支援教育に従事していたローズマリー・クロスリーは、障害者の身体、腕、手を支えながらキーボード等を使用するコミュニケーション介助法を開発し、ファシリテイテッド・コミュニケーション（FC）と名付けた。FCは脳性麻痺の人々へのコミュニケーション介助法として始まり、他のコミュニケーションに困難を伴う障害のある人達の介助へと広められ、次第に自閉症介助を中心に使用されるようになった。
FCの思想として特徴的なのは、知的障害を認めずに障害者に隠れた能力があると想定する点である。また、FCは障害者脱施設運動としての役割も担っていた。クロスリー自身も母親を亡くし施設で育てられた。クロスリーはセント・ニコラス病院に入所していた知的障害のある12人の子供たちがFCを通して洗練された言葉を紡いだと主張し、知的障害の診断を再考するよう求めたが、病院側は認めなかった。1979年、クロスリーはセント・ニコラス病院を退院したいとFCを通して申し出たとされるアン・マクドナルドが退所を認められなかったとして訴え、ビクトリア州最高裁判所はマクドナルドがクロスリーとともに退院することを認めた。それを受けて同年、残る11人の子どもたちの知的障害に関する調査委員会が設置され、調査の結果その子供たちの中に2.5歳以上の知的能力のある子はいないと報告された。1983年、クロスリーは21歳に達した知的障害の女性をセント・ニコラス病院から退所させようとしたが、調査委員会は本人に意思決定能力がないとして退けた。また、調査委員会はクロスリーがFCのキーボードを操作している可能性を示唆した。その後クロスリーは、独立検証なしにクロスリーの主張を認めないとしたセント・ニコラス病院の小児科および精神科責任者である医師デニス・マギンがマクドナルドを枕で窒息死させようとしたとFCを通してマクドナルドが言っていると告発し、殺人疑惑での捜査が開始されたが、マギン医師への容疑は否定された。1984年にはマクドナルドが言語を獲得したことを語る1980年刊の自伝（クロスリーとの共著）を基にした映画『Annie's Coming Out』が放映されたが、映画作成過程において俳優や関係者がクロスリーのFCに疑惑を示し、クロスリーをモデルにした役を演じたアンジェラ・パンチ＝マクレガーも、クロスリーがマクドナルドの「ファシリテーション」を行うのを見た後、その役の正当性に不安を感じていたと報じられている。そのような不安が映画製作者の間で共有されていたことから、「実話」を基にした映画にしては珍しいことに彼らは全ての登場人物の名前をフィクション化した。
1986年、クロスリーはメルボルンに教育と言語を通じコミュニケーション促進を目指す施設（Dignity through Education and Language [DEAL] Communication Centre [現アン・マクドナルドセンター]）を設立した。DEALに通った自閉症とされる子供たちの一部は、自閉症の診断がないにもかかわらず、DEAL入学手続き過程で「自閉症」のラベリングが付与された。FCの有効性に疑惑が高まりつつあったビクトリア州では、1988年にDEALを中心にFCが実施されていることに対し懸念を示すレポートが提出され、翌年FCの効果を検証するビクトリア州知的障害レビュー委員会が結成され調査が行われた結果、FCの効果は確認できず、メッセージはファシリテーターの影響によるものであろうと示された。1990年代には、豪州でFCを通した複数の虐待冤罪事件が発生した。
1989年、米国シラキュース大学特別支援教育教授のダグラス・ビクレンは、DEALを訪れFCを体験した。ビクレンはそのとき体験したFC介入の様子を『Harvard Educational Review』誌にて紹介した。『Harvard Educational Review』は大学院生が編集する査読のない雑誌である。シラキュース大学では1992年にFCのテクニックの教育と推進を目的とした教育機関（Facilitated Communication Institute）が設立され、FCが科学的に否定されて以降2010年に機関名を変え（Institute on Communication and Inclusion）、現在はInclusion and Communication Initiativesという機関名でFCやFCに類するコミュニケーション介助法の推進を続けている。米国では、アーサー・ショーローとビクレンが、1980年代後半からFCの普及活動を始めていた。1992年、シラキュース大学の客員教授として渡米したクロスリーは、ビクレンと共にFCを米国で広めた。FCはアジアやヨーロッパでも注目を集めた。
FCの早期ユーザーは、その介入法がシンプルである点を賞賛した。FCは、客観的評価や細かいモニタリングを要さない「教育戦略」として宣伝された。しかし、1991年という早期に始まる40を超える査読付き研究がFCの有効性実証に失敗しただけでなく、報告された成功例もファシリテーターの影響であることを示していた。ファシリテーターの影響は、ファシリテーターの無意識の動作に起因しており、ファシリテーターは自分がコミュニケーションをコントロールしているという事実に本当に気づいていないのだろうと考えられている。
1994年、アメリカ心理学会（American Psychological Association: APA） は、FCの科学的根拠欠如を理由にFC使用に対し警告を発する決議を採択した。APAはまた、FCを通じて得られた情報を使い虐待の告発を確認または否定したり、診断や治療の決定をするべきではないと宣言した。FCに否定的な科学的エビデンスが継続的に示されていることを受けて、米国児童青年精神医学会（American Academy of Child & Adlescent Psychiatry: AACAP）、アメリカ言語聴覚学会（American Speech-Language-Hearing Association: ASHA）、拡大・代替コミュニケーション国際学会（International Society for Augmentative and Alternative Communication: ISAAC）がAPAに続き同様のFC反対声明を発表した。1998年、英国政府はFCに関する報告書において、「ファシリテーターの影響が制御された途端、FCの効果とされていた現象は生じなくなるのだ。これ以上の研究を正当化するのは難しいだろう」と結論づけた。
多数のブラインドテスト（ファシリテーターが答えを知らない質問をする）と非ブラインドテスト（ファシリテーターが答えを知っている質問をする）の比較研究が実施され、ファシリテーターがFCを通してメッセージを生成しているとする研究結果を再現した。さらに、多数の包括的レビュー論文が発表され、FCが無効なコミュニケーション介助法であることを示した。「2001年までに、自閉症および関連障害により意思伝達が困難な人々への介入法としてFCは信頼できないことが、ほぼ実証された。FCの主要な実証研究は、コミュニケーションを生じさせているのはファシリテーターでありクライアントではないことを一貫して示している」という理解は、学術界においてコンセンサスに達した。

FCの流行は一時的なものであり、流行のピークは過ぎ、疑似科学でしかないと多くが位置づけた。しかし、FCの支持者たちは、実証的調査を的外れであるとしたり、実証研究に欠陥があるとしたり、研究は不要であるとして退け、FCを「効果的で正当な介入」と評価し、FC推進運動を継続している。2014年の時点においてもFC推進運動は衰えず、FCは多くの国で使用され続けていた。FCのレビュー論文で知られるマーク・モスタートは次のように述べている。
FC支持を目的とする近年の研究のほとんどは、FCは機能し、自閉症やその他の重度コミュニケーション障害を持つ人々に関連するあらゆる現象の探求に使用されるべき正当な介助法であるという前提に立脚している。このような前提は、FCは実証研究で否定されているという事実を知らず、確たる研究と疑わしい研究とを区別するスキルを持たない読者たちにとってのFCというものを、ますます正当な介入法であるかの印象に変えてしまう。FCは有効であるという保護者や実践者の思い込みが強化され続けることとなり、シラキュース大学のファシリテイテッド・コミュニケーション研究所のような専門組織の存在、FCの国際的規模での広まり、確かな実証研究ですら信奉者の考えを改めさせられないであろうという欠乏状態。そのような状況下で、FC支持者の誤認識は今後も強化されていくだろう。
FCは、のちに開発されたファシリテーターが被介助者に触れずに文字板を持つRPMというコミュニケーション介助法と密接に関係している。RPMの支持者はFCとの類似性を否定し、RPMのプロンプトは介助対象者に特定の行動を促すようなものではないと述べている。しかしRPMには微妙な合図（キューイング）が含まれているため、介助対象者はファシリテーターの影響を非常に受けやすくなる。
RPMとFCの類似点には、次のようなものがある。統制された環境での検証に対する抵抗や拒否（検証のプロセスはファシリテーターとクライアントの間の信頼関係を壊すからという理由）、介助対象者に能力があると決め込むこと、効果の証拠を事例的報告に依存すること、研究知見と相容れない技術の実践や主張の固持、介助対象者が並外れた言語力を発揮し知的障害を克服するといった主張、ファシリテーターが特定の反応を引き出すために無意識に行う口頭または身体的キューイングなどのファシリテーターの影響を除去するプロトコルが不十分あるいは存在しないこと。
現在も、FCと同様の問題を抱えた介入効果のないコミュニケーション介助法が、名称と形態を変えながら次々開発され続けている。教育現場でのFCおよびFC類の使用も問題視されている。研究現場においても、FC/RPM/S2Cを使用することで、ノンバーバル自閉症の人々の声を研究に反映させているかのように見せたり、研究参加者として包摂しているかのように見せる慣行の広まりが問題視されている。

## FCを支持する組織と反対する組織

### FC支持組織
1990年半ばにはFCの生成するメッセージは障害者ではなくファシリテーターが主導していることが研究により明らかになっていたにもかかわらず、その後もFC推進してきた主要組織のひとつとして、全米自閉症委員会（Autism National Committee：AutCom）が挙げられる。AutComは自閉症児の保護者による非営利団体であり、FCを拡大・代替コミュニケーション（Augmentative and Alternative Communication: AAC）のひとつとして認め推進することを組織の方針として維持している。AutComは2022年に「自閉症の人々、そして自閉症の人々を尊重する家族、友人、味方と共に、自閉症の人々が自律的な声を得るために取り組んでいる」と述べているが、その方法として「ファシリテイテッド・コミュニケーション・トレーニング（FCT）、RPM、S2C、インフォーマティブ・ポインティング・メソッド」などを認めるとする見解を表明している。
自閉症セルフアドボカシーネットワーク（Autistic Self Advocacy Network: ASAN）や重度障害者支援協会（The Association for Persons with Severe Handicaps: TASH）もFCを支持する組織として知られる。ASANは自閉症者の非営利アドボカシー組織であり、米国にFCを広めたビクレンとも協働していた。ASANはFCのみならずRPMも支持している。ASANのFC推進において特徴的なのは、当事者権利運動を前面に押し出し、重度自閉症（profound autism）の当事者がFCを通して語ることの価値をニューロダイバーシティ運動の一環と位置づけ強調した点であると指摘されている。ASANは「我々のことを我々抜きで勝手に決めるな（Nothing About Us Without Us）」をモットーに掲げ、自閉症者が自閉症について自ら語り決定する権利があると唱えたが、その方法として自閉症者の声も自己決定権も奪うFC使用を推進していた。ASANは2009年に自閉症者支援組織であるDan Marino Foundationと共同で、当事者がFCを通してビデオで語るイベントを開催し、2011年にはシラキュース大学でFCを使用したニューロダイバーシティイベントを開催した。
TASHは1975年創設の重度障害者の人権尊重とインクルージョンを目指す主要な非営利アドボカシー組織であり、自閉症界に影響力がある。TASHは罰を伴う支援に反対するなど重度障害者の権利と生活の質を向上させることを目標として活動を行ってきたが、政治的性質が強く科学的基盤に薄いポジティブ行動支援を広めるなど問題視されており、自閉症児から有効な教育機会を奪う等、懸念されている。TASHはFCが論争の的となっているのを認めつつも、重度障害者のコミュニケーションを可能とするとして支持してきた。また、TASHはFCが無効であるとする研究結果に言及しながらも、いかなる介入にもリスクはあるなどと論じ、組織としての反対声明は出さずに個々の見解に任せるとした。さらに、重度障害者がコミュニケーションを取る権利を主張するTASHの決議には、その方法としてFCの使用推進が含まれていた。TASHのFC推進は批判を呼び、それまで明示的にFCを推進していた記述はその後の決議で削除された。しかし、2019年に開催されたTASH会議でもFCを推進する内容の発表があり、組織としてFCに反対する段階には至っていない。
2018年にはASANやTASHを含む複数のFC支持組織と個人が、FCおよびRPMの使用反対声明を出したASHAに声明を撤回するよう共同で呼びかけた。
ASANとともにASHAにFC・RPM反対声明の撤回を呼びかけたのは以下のFC支持組織である。
Alliance for Citizen Directed Supports, The Arc of the United States, Autism and Communication Center, Autism National Committee, Autistic Self Advocacy Network, Autistic Women & Nonbinary Network, Burton Blatt Institute, Center for Public Representation, Council of Parent Attorneys and Advocates, Foundations for Divergent Minds, Gamaliel Network, Inclusion International, Institute on Communication and Inclusion, National Disability Rights Network, Nonspeaking Community Consortium, Ollibean, PEAK Parent Center, Quality Trust, Reid’s Gift, SLP Neurodiversity Collective, TASH, Thinking Person’s Guide to Autism, United for Communication Choice.

### FC反対組織
以下の学会や組織がFC使用に反対する見解を表明している。
- 米国児童青年精神医学会 (American Academy of Child and Adolescent Psychiatry: AACAP)（英語版）[106]
- 米国知的・発達障害協会 (American Association on Intellectual and Developmental Disabilities: AAIDD)（英語版）[161]
- アメリカ言語聴覚学会 (American Speech-Language-Hearing Association: ASHA)（英語版）[61][162]
- 拡大・代替コミュニケーション国際学会 (International Society for Augmentative and Alternative Communication: ISAAC)（英語版）[107]
- カナダ言語聴覚・オーディオロジー学会 (Speech-Language & Audiology Canada: SAC)（英語版）[163]
- アイルランド言語聴覚セラピスト協会 (Irish Association of Speech & Language Therapists: IASLT)[164]
- 国際行動分析学会 (Association for Behavior Analysis International: ABAI)（英語版）[165]
- ミシガン行動分析学会（Behavior Analysis Association of Michigan: BAAM）[166]
- 米国小児科学会 (American Academy of Pediatrics: AAP)[167]
- アメリカ心理学会 (American Psychological Association: APA)[103]
- 自閉症治療科学協会 (Association for Science in Autism Treatment: ASAT)（英語版）[168]
- カナダ小児科学会 (Canadian Paediatric Society: CPS)（英語版）[169]
- イギリス自閉症協会 (National Autistic Society: NAS)（英語版）[170]
- 重度自閉症に関する米国国立評議会 (National Council on Severe Autism: NCSA)（英語版）[171]
- スコットランド大学連盟医療ガイドラインネットワーク (Scottish Intercollegiate Guidelines Network: SIGN)[172]
- 障害をもつ人々のためのオーストラリアビクトリア州アドボカシー連盟 (Victorian Advocacy League For Individuals With Disability: VALID)[173] [174][175]
- オーストラリア行動分析学会 (Association for Behaviour Analysis Australia: ABAA)[176]
- オーストラリア言語病理学 (Speech Pathology Australia: SPA)（英語版）[177]
- オーストララシア知的障害協会（Australasian Society for Intellectual Disability: ASID）[178][179]
- 米国連邦取引委員会 (The Federal Trade Commission: FTC)[47]
- 療育学研究 (Heilpädagogische Forschung)[17]
- ニューハンプシャー大学障害者研究所 (The Institute on Disability: IOD, the University of New Hampshire)[180]
- 英国国立医療技術評価機構 (National Institute for Health and Care Excellence: NICE)[181][182]
- ニューヨーク州保健局 (The New York State Department of Health)（英語版）[183]
- ニュージーランド保健省（英語版）・ニュージーランド教育省（英語版） (The New Zealand Ministries of Health and Education)[184]
- スウェーデン社会庁 (Socialstyrelsen)[17]
- スウェーデン自閉症・アスペルガー協会 (The Swedish Autism and Asperger Association)[185]
- ハロー財団 (The Hello Foundation)[186]
- プレトリア大学AACセンター (Centre for Augmentative and Alternative Communication, University of Pretoria)[187]
- イタリア高等衛生研究所（Istituto superiore di sanità）（英語版）[188]

## FC支持者の主張とエビデンス
FCを信じる人達は、FCが機能するのを自分の目で見たことを根拠として挙げるものだが、それは知覚に基づく生データを無批判に信頼する素朴実在論である。「見ることは信じること」「百聞は一見に如かず」を掲げ、客観的に示された知見を軽視し主観的経験を重視する傾向がFC支持者に見られがちであると指摘されている。
FCが有効なコミュニケーション介助法であると主張する根拠として、障害者がFCを通じてコミュニケーションをとる様子や、自立してタイピングを習得するためにFCを利用している様子を映す多数の動画が存在する。しかし、そのような動画は不正確でミスリーディングであると考えられており、国際行動分析学会会長を務めていた心理学者のジーナ・グリーンは、「ビデオは見せたいものだけを見せるように編集できる。ビデオ制作者はキーボード上で動いている指をクローズアップして見せる。しかし、それ以外の情報は提供されないのだから、実際に何が起こっているかは不明だ」と指摘している。
FC支持者は、ケダー、ルビン、セクエンツィア、東田、ムコバティアイら、初期にFCを通じてコミュニケーションをとっていた多くの人々が現在では身体的支えを必要とせず、次第に自立したコミュニケーションを獲得したと繰り返し主張している。しかし、これら自立してコミュニケーションできるようになったと主張されている個人の誰一人として、キューイング可能な範囲内に一緒にいるファシリテーターの存在なしにコミュニケーションが可能であるとする証拠はなく、ビクレン自身も彼らが自立してタイピングしていると主張しつつもその際には必ずファシリテーターが隣に座っている必要があると明記していることが指摘されている。

### メッセージのオーサーシップ

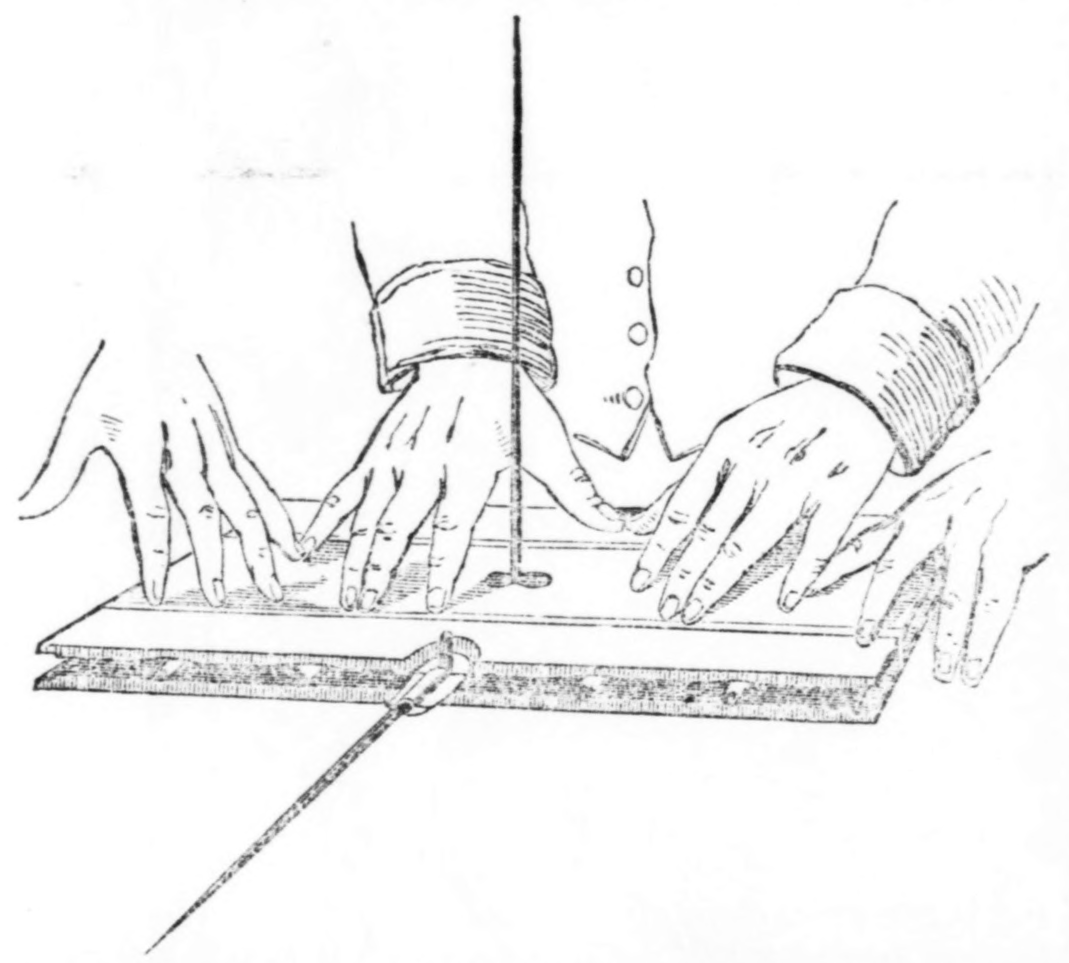
19世紀にファラデーが行ったイデオモーター反応の実証実験

ファシリテーターが自らメッセージを生成しているにもかかわらず、介助対象者にオーサーシップがあると信じるのは、イデオモーター効果（クレバーハンス効果やウィジャ効果などが含まれる）に起因している。FCでは介助対象者を誘導してはならないということになっているが、1993年にFC講座に参加した研究者たちは、介助対象者がキーボードから手を離さないようファシリテーターに物理的に力を加えられたのを目撃した。また、ファシリテーターは自覚なく動きに影響を与えてしまうことがある。心理学者ジーナ・グリーンは「非常に微細なキューイングが人の行動に作用するもので、ファシリテーターが身体に触れなくても、微細な音や視覚的なキューが介助対象者の動きに影響する」と述べている。
FCの実践者たちは被介助者に能力があると見做すこと、被介助者の驚くべき隠された能力や個人的な情報が明かされるのを期待すること、状況依存性の高い主観的データを使いオーサーシップを立証すること、被介助者が口頭で発した言葉よりもFCで得られた言葉を強調すること、検証や客観的批判を避けることといったイデオロギーを植えつけられていると、グリーンは説明する。さらに、オーサーシップに疑問を抱く人々が、そのようなFCのイデオロギーに直面するとき、疑問を呈したいが呈しづらいという板挟み状態に至るとグリーンは指摘している。
FCのオーサーシップが被介助者ではなくファシリテーターにあると示すエビデンスに対して、FC支持者たちはFCが機能するためには被介助者への「心理的支え」が必要であり、オーサーシップを検証するブラインドテスト等の場に曝されるとFCの効果は消えてしまうからだと説明する。しかし、FCを通して裁判の場で告発したり大勢の前で発表したりできるとするのに、ブラインドテストの場では心理的不安により機能しないとするのはおかしいと指摘されている。FC支持者は、検証の場の外でしかアクセスできない種の自閉症者のテレパシー能力や神聖なインスピレーションがあるとも説明している。
FCが実施されている様子にも、オーサーシップの所在に疑問を生じさせるものがある。ファシリテーターが文字盤を見ている一方、介助対象者は上の空で宙を見つめていたり、床の上を転がっていたり、眠っていたり、文字盤に注意を向けていなかったりするケースが報告されている。能力が高いとされる介助対象者が、FCを通すとファシリテーターは知らないけれど介助対象者は答えを知っているはずの単純な質問に（例：ペットの犬の名前、家族の名前、自分の名のスペルなど）、間違った返答をすることが知られている。また、介助対象者がタイプしているとされる言葉とは矛盾する内容の言葉を口頭で話していたというケースも知られている。
口頭である程度喋れる自閉症者が、FCを通した会話の最中にFCでの会話の文脈とは無関連な言葉を突然口頭で発するとき、自閉症児の口から出る言葉は本心ではなく反射のようなものだと説明されたり、無関係な言葉はフラッシュバックであった等の説明が直後のFCを通した発信で加えられることがある。また、インタビューの場で「詩が美しいと思うところに惹かれる歌もあります」とFCを通して回答している最中に、自閉症者が突然口頭で「30分になったら！」「35分になったら！」と繰り返したが、インタビューが終わってほしいという意味ではなく「『〇分になったら終わり』と言ってもらいたい」というこだわりが被介助者にあるのだという解釈が下された。同じ自閉症者がFCを通しての取材を受けているとき、「４時になったら終わり」と繰り返しパニックを起こしたが、「取材をやりきりたい思いと、時間へのこだわりとの間で葛藤している」と解釈され、FCを通して指が「帰ってもらいたいわけではありません」と取材していた記者に伝えたとされる。同じ自閉症当事者が講演中に何度も帰りたがっているかの口頭発言を繰り返したが、文脈と関係なく出てきた言葉とされた。映画『The Reason I jump』では、RPM/S2Cを使用中の被介助者がタイピングをやめて家に帰りたいと口頭で言っているにもかかわらず、口頭での発言は無視してよいとするナレーションが流された。
アイスクリームが好きかと問われた子が口頭で"No"と言い、食べるのを身体的に拒否しているにもかかわらず、FCを通して得られた回答が"Yes"であったため、本当は欲しいのに頑固に拒否しているのだと判断された事例が報告され、FCでの言葉が言動や行動よりも信頼性があるとされている例として論じられている。被介助者がFCを通してサンドイッチを選んだにもかかわらず、実際にはピザを手に取ったとき、確証バイアスに基づく誤った信念下にあるファシリテーターはその事実をFCの無効性を示すものとはとらえず、被介助者が気が変わる権利を行使するのは自立心向上の顕れと考えた例も報告されている。
自閉症者がFC類（RPM/S2C等も含む）実施中に口頭で発する言葉はコミュニケーションの意図がないエコラリア等の場合もあるが、「悲しい」「お母さんに会いたい」等のFC類での介助を拒否する意思表示の場合もあり、それら口頭での発言を無意味なものと切り捨て、FCを通した言葉のみを本心と見做す慣習は、エビデンスのあるAACへのアクセスを阻むなどの人権侵害であると問題視されている。FCと他のモダリティやコミュニケーション介助法を並行して利用している場合、FCでの発言のみが有効とみなされがちであるが、FCを優先するあまり既存のコミュニケーション手段を否定しないことや研究結果を踏まえることの重要性が指摘されている。
FCの支持者たちはオーサーシップに疑問を抱かず、読み書きや数学を教わったことがない人々が、複雑な思考を書き留めたり、掛け算の問題を解いたりする能力があると信じていた。また、それまで読み書きができなかった障害者が、FCを使用すると、本や詩を書いたり、TEDでプレゼンテーションを行ったり、障害者の待遇改善を提唱したり、結婚の意思を表明したり、性的関係を持ったり、重要な医療に関わる意思決定を下したり家庭内で起きているとされる虐待を告発したりできると主張されてきた。そのようなケースについて心理学者のアドリアン・ペリーは、「自閉症者が、ファシリテーターの敵意、希望、信念、疑惑を反映する『スクリーン』にされている」と述べている。
ファシリテーターと被介助者の間には権力勾配があることからも、共同作業で紡ぐメッセージにはファシリテーター側の意図が反映されやすく、障害者の権利侵害につながるという指摘もある。

### 自閉症

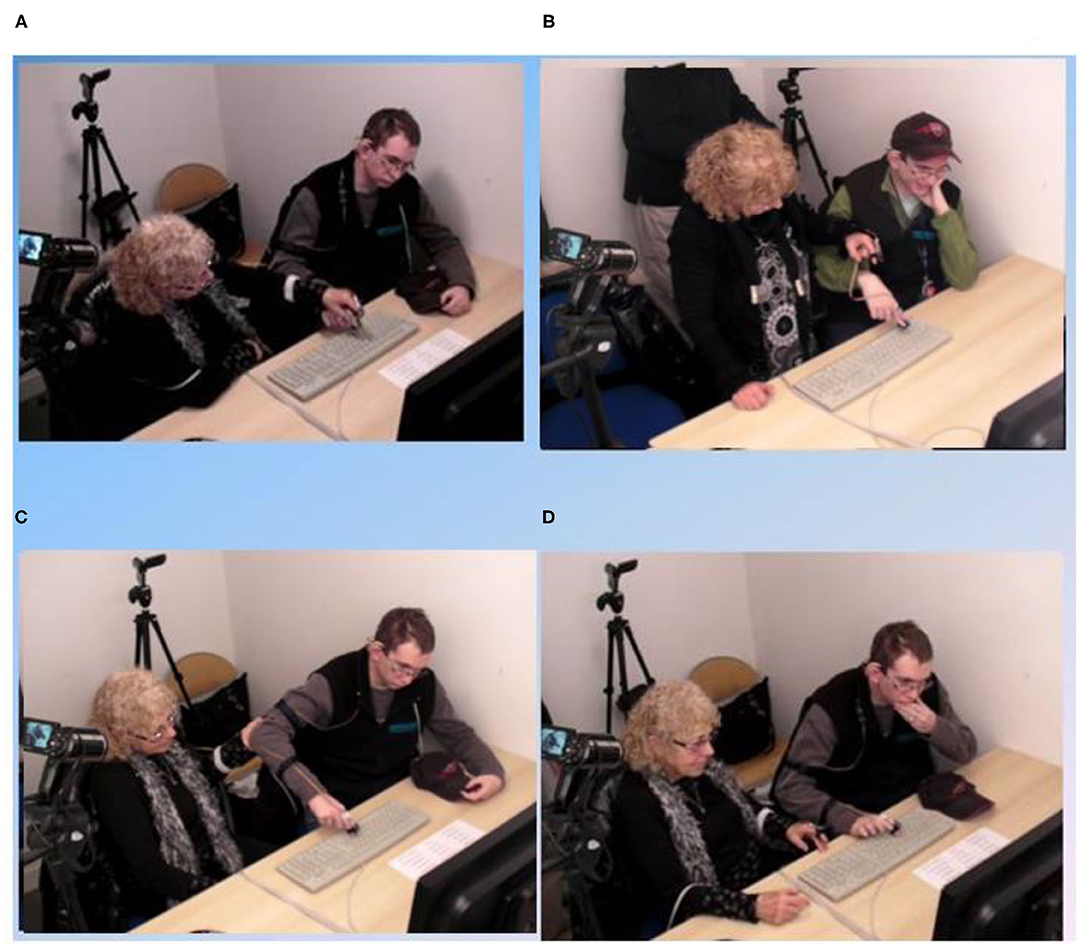
自閉症者の身体を支えるファシリテイテッド・コミュニケーションの様子（A：手を支える；B：腕を支える；C：肘を支える；D：支えなし）

FC推進者たちは自閉症は主に運動制御の問題であり、喋れないのは運動失行に起因しているため身体的サポートを受けることで克服可能としているが、この見方は科学的見解とは矛盾する。自閉症は言語やコミュニケーションに影響する知的障害を伴いがちであり、それは手を支えてあげることで克服可能なものではない。
FC支持者の描く自閉症者像は、自閉症に関する神経心理学および言語学的エビデンスと一致していない。FCを通すと自閉症者の言語特徴が突然消失し、微細な他者視点や社会性を感じさせる野心に溢れた文章を綴るようになるとされ、その言語は英文科の学部生レベル以上とされる。FC支持者は自閉症者の発話困難は発話するための運動システムの神経基盤と関連しているとし、また単語（特に名詞）を見つけるのが困難であるためでもあると説明している。そのような発話困難は自閉症に関するエビデンスと異なり、仮にそのような発話困難があるとしても、それは協調運動障害や発語障害と呼ばれるものであり、FC支持者が運動失行と呼ぶのは誤りである。
FC推進者は客観的データを拒絶し、一般の人々の意見や感想、主観的な質的研究を基にFCの有効性や可能性を主張する。FCを使用していた障害者が自立したタイピングができるようになった例があるとFC推進者たちは指摘するが、それらの主張は逸話的なものであり、適切な方法で実証されていない。また、ファシリテーターが被介助者の手に触れずに肩に触れていたり、身体には直接触れておらず、障害者が自立したコミュニケーションができているように見える場合においても、微細なキューイングのみから特定のリスポンスを出すことは可能であり、コミュニケーションの様子を見ただけではその自立性は判定できない。多くのファシリテーターは、適切な状況でオーサーシップテストを実施した結果、被介助者の動作に影響を与えているのは自分であるという決定的エビデンスを提示されても、そのことを否定し続ける。
2020年1月に発表された米国小児科学会（AAP）の臨床報告書『自閉症スペクトラムのある子どもの識別、評価、管理』によると、「現在の科学的エビデンスは、言葉を発しない自閉症者のコミュニケーションを誘導する目的でFCを使用することを支持しない。FCは、自閉症者が自立してコミュニケーションをとれるよう指導するAACとは異なる」。
2006年に報告された自閉症児の保護者を対象とした調査によると、9.8％の保護者がFCを使用していると回答した。2008年に報告された行動分析家を対象とした調査では6.4％の行動分析家がFCを使用しており5.1％がFCは研究に基づいていると信じていた。2012年に報告された自閉症児の保護者を対象とした調査では、6.4％の保護者が現在我が子にFCを使用していると回答した。保護者が非科学的で論理的整合性に欠けるFCのような代替療法を保護者が信じるのは、我が子に障害があることを知りストレスや悲しみに沈んでいるときに奇跡の支援法を提示され、希望を見出すからであろうと指摘されている。FCやRPMを通して豊かな言葉を紡ぎ出された瞬間、子の障害は自閉症ではなく身体的なものであり運動失行であったのだ、自分の信じていたことは本当であったのだと保護者は確証するに至る。
そのような自閉症界の状況に関連して、自閉症児の保護者であり、自閉症ワクチン説やFCといった非科学的流行を批判してきたキンバリー・ウォムブルズは、「反ワクチン批判よりもFC批判のほうが弾圧される。反ワクチン運動を批判していた仲間すら私がFCを批判するのを咎める。FCに傾倒する保護者たちが、FC批判が自閉症の子供たちがFCに出会い学校で良い成績を取り卒業スピーチを行い大学へ進学するのを批判しオーサーシップに疑義を挟むのはひどいことだと言うのだ」と述べた。また、反ワクチン運動とFC推進運動との結びつきも指摘されている。

ジェームズ・ミュリック（精神科医）、ジョン・ジェイコブソン（心理学者）、フランク・コービー（臨床心理学者）は、専門家が保護者をFCへ誘導する慣習を問題視し、以下のように述べている。
少数の教授や治療者が、望みを叶えてあげましょうと障害者やその家族に空虚な約束をしてFCに誘導し、全力で検証を避けつつ、個人的・政治的報酬を得るのを、専門家組織、科学コミュニティ、公的支援機関は許してはならない。（中略）我々の経験では、障害者は「奇跡の支援」を用いることなしに、家庭や共同体の大切な成員になれる。科学的に理にかなった効果的な支援法はある。科学的訓練を受けた思いやりのある専門家の真摯な努力は、流行の治療法に勝るものであり続ける。

### コントロール試験によるオーサーシップ検証
使用中のコミュニケーション介助法が有効であると判断するには、介助を受けている本人がメッセージを発信しており、かつ介助をしているファシリテーターの影響を受けていないことを確認する必要がある。メッセージの発信者を特定する検証（オーサーシップ検証）は、FCを実際にやってみたり、FCが実施されている様子を観察したり、メッセージ内容を分析したりといった自然環境下での経験や観察では不十分であり、他者がメッセージに影響を与える可能性を排除した統制環境下で実施される（コントロール試験）。コントロール試験によるオーサーシップ検証は、数世紀にわたる研究で確立された方法である。
FCのオーサーシップを検証するコントロール試験には、主にふたつの実験パラダイムがあり、ひとつはメッセージ伝達テスト（message passing test）、もうひとつは二重盲検法（double-blind test）である。メッセージ伝達テストでは、研究者が被介助者に物体や単語を提示したり、指示を与えたり、質問を投げかけたりする。その際、以下のふたつの異なる条件が設定される。
（a）被介助者とファシリテーターが一緒にいる
（b）一緒にいない
その後、被介助者はファシリテーターによるFC介助を通して、何を見せられたかを伝えたり、指示に応えたり、質問に回答したりする。この実験をファシリテーターが答えを知っている（a）の条件下とファシリテーターが答えを知らない（b）の条件下で実施し、結果を比較することで、メッセージの発信者が誰であるかを検証する。
メッセージ伝達テストは二重盲検法を用いることで、より厳密に実施できる。二重盲検法でファシリテーターと被介助者の両者が互いに提示される情報内容も質問内容も知らされない状況が設定されることで、ファシリテーターが無意識に微細な手がかり（キューイング）を被介助者に与え誘導してしまう可能性を排除できる。もしメッセージ発信者が被介助者本人であるなら、上記のいかなる条件下においてもメッセージ内容は被介助者の受け取った情報に合致するはずである。一方でメッセージ内容が被介助者が受け取った情報と一致せず、ファシリテーターが受け取った情報と一致するなら、メッセージはファシリテーターのコントロール下にあると結論づけられる。
1990年代に多数のFCオーサーシップ検証試験が行われたが、適切に統制された環境下で実施された検証において、FCが有効性を示した例はひとつもなく、FCのメカニズムはファシリテーターによるメッセージ操作によるものであることが繰り返し実証されている。1999年までに19報のコントロール試験研究で183件のFC検証が報告されているが、FCの有効性を示したものは0件である。
オーサーシップ検証は、FCが実際に使用されている個々のケースにおいても実施することが推奨されている。個々のケースでFCを通して発信されたメッセージ内容に誤りがないかを確認するには、口頭言語、手話、本人が正確に意思を伝えられると確認できているFCではない代替・拡大コミュニケーション手段（AAC）を通して被介助者に内容を確認したり、コントロール試験で用いられる検証手法を用いることが推奨されている。コントロール試験実施の様子はPBSで放映された『Prisoners of Silence』で確認できる。
ハーバード大学教授でありボストン小児病院のコミュニケーショントレーニングプログラムセンター（Center for Communication Enhancement）元所長であるハワード・シェーンは、2025年現在までに400件以上の二重盲検法によるFCオーサーシップ検証試験を実施したが、FCを通して返ってくる回答は常にファシリテーターにのみ提示された写真と一致するものであった。

### 研究に対する反発
FC推進運動は、自身の主張を裏付けるために、個人的なFC体験や観察から得られたデータ（FC実施中に被介助者が珍しいスペリングを表出したり、予想外のスキルを示したり、隠されていた事実を明かしたとされる事例など）に依拠する。しかし、FC実施状況の観察やファシリテーターによる報告といった方法では、ファシリテーターがコミュニケーションに及ぼす影響や微細なキューイングを見極めることが困難であり、オーサーシップを確定することはできない。
FCの有効性に疑問を呈し、客観的な方法を用いてFCを検証することを支持する保護者や研究者は、「障害者に対する抑圧者」として非難されてきた。FCに懐疑的な意見を述べると、視野が狭く、時代遅れであり、邪悪であり、FCを発見したのが自分らではないため嫉妬しているとされ、FCの代わりに研究基盤の豊富なアプローチを提唱すると、ヘイトスピーチだと非難されてきた。FC推進派はオーサーシップテストは障害者を卑下するものであり、FCのオーサーシップテストの結果がFCの無効性を示すのは、テスト環境が被介助者にパフォーマンス不安を生じさせるせいだと主張している。被介助者がFCに懐疑的な人々の否定的な態度に反発し、わざとナンセンスな内容を表出させたり、回答を拒否したり、意図的に誤答することがあるためだとも主張している。
モスタートは2001年に、「FC支持者は逸話的証拠による主張にとどまらずに、その主張を科学的検証にかけるよう促されるべきだ。今後、仮にFCのほんの一部でも効果的で信ぴょう性がある可能性が示されるとするならば、それは統制された環境下で慎重に実験を実施することによってのみ可能となるということは、明白なのだから」と提言している。自立したコミュニケーションが成立しているかを確かめる唯一の方法は、ファシリテーターの影響を排除した環境下でのコントロール試験である。ファシリテーターが被介助者の手を動かしていないつもりであっても、無意識にキューイングを提示している場合があるため、ファシリテーターの感想や報告はオーサーシップを確定する根拠にはなり得ない。

1992年、FCが米国に上陸してまだ間もない頃、『ワシントン・ポスト』誌はビクレンはFCの科学的な研究を歓迎すると述べていると報道するとともに、次のように続けた。
ビクレンは科学的研究を実施したくないのだ。彼は教育者であり、精神科医ではない。そして彼はFCに言及する教育者たちと同様に、新しい方法をその科学的検証を待たずに適用するというタイムラグの存在に違和感をもたない。
FC支持者はFCが客観的なテストが困難あるいは不可能であるとするが、心理学者のジェームズ・トッドは次のように書いている。
FCにおけるオーサーシップ検証方法は、1843年にミルが解説した基本的な実験方法を適用したものであり、方法自体は数千年前から知られている。その検証テクニックには曖昧さも論争を生じさせる余地もない。二人の人間に異なる情報を選別的に提示し、何が書き出されるかを観察することによってオーサーシップを検証するのである。

## 過去にFCを支持していた人物
ブリティッシュコロンビア大学教育心理学・カウンセリング心理学・特殊教育学科の教授パット・ミレンダとネブラスカ大学リンカーン校コミュニケーション障害学専門の教授デビッド・R・ブークルマン共著によるAACの教科書の初期版は、FCをAACとして含めていた。それら初期版は、FCを肯定する文献に引用されている。しかし、ミレンダとブークルマンは後の改訂版ではFCをAACとしないと決定し、2015年の版においてミレンダは、「（正直なところ認めるのは苦しいが）アドボカシーの立場にあったことが私にバイアスを及ぼし、微妙なプロンプティングによるイデオモーター効果とする方がより可能性が高いにもかかわらず、私は動画でのFCの様子を自立したタイピングだと解釈してしまった。また、FC介入後に自立したタイピングが起こったと仮定しても、そのこととFCとの間にあるのは相関関係であり因果関係は全くないと認識した。要するに、私はFCをコミュニケーションや教育の技法として支持せず、その使用を支持しない」と述べた。
ニューハンプシャー大学のスティーブン・N・カルキュレーターは初期FCの支持者であったが、後に自身の研究でFCを通して被介助者が自立したコミュニケーションに至るという主張を再現できなかったため、FC運動から距離を置くようになった。カルキュレーターはファシリテーターの影響の程度を特定する重要性について述べており、「ファシリテーターが発信しているメッセージを誤って被介助者に帰属することは、重大な財政的、社会的、道徳的影響を及ぼす。ファシリテーターは、メッセージに過度に影響を与え被介助者の言論の自由を侵害することのないよう、特段の注意を払う必要がある。個人が思想や意見を表現する権利を、意図的であろうとなかろうとファシリテーターが阻止するべきではない」と注意喚起している。
かつて熱心なFC賛同者であったジャニス・ボイントンは、現在では代表的なFC批判者となっている。1990年代初頭、ボイントンは喋れない自閉症の女子高校生のファシリテーターを務めていた。その少女が両親から性的虐待を受けたとFCを通し伝えたと思い込んだボイントンが通報した結果、少女と弟は両親から引き離された。しかし、ハワード・シェーンが少女とボイントンのFCケースにコントロール試験を実施したところ、メッセージの発信者が少女である可能性はないことが判明した。この事件は、1993年のPBSのドキュメンタリー番組『Prisoners of Silence』で紹介された。多くのFC推進派が科学的検証結果を拒絶する傾向があるが、ボイントンはシェーンによるコントロール試験の結果や他の科学的研究が蓄積したエビデンスを受け入れた。ボイントンはFCの使用を止め、少女の通っていた学校にFCのテクニックを教えるのを禁止するよう働きかけ、少女の両親に無実の罪を着せたことを謝罪した。2019年のCSICON会議でのプレゼンテーションで、ボイントンはFCのファシリテーターの多くは善意からやっているが、FCが機能しないという圧倒的なエビデンスを軽視する信念にとらわれていると主張した。ボイントンは、FCに関する専門的な記事やメディア報道等の情報収集および発信を続け、北アイオワ大学がFCワークショップを主催するのを中止させる等の貢献を果たした。FCに関する注意喚起を行うメンバーのひとりであるスチュアート・ヴァイセは、「北アイオワ大学への働きかけは始まりに過ぎない。FCやFCに類するテクニックを黙認または明示的に支持している大学や政府機関は他にも数多くある。ボイントンと共に戦う者達は、それら組織に対する監視を継続している」と述べている。
2006年、ベルギーの神経科医スティーブン・ラウレスは、昏睡状態の男性ロム・ホーベンが、FCを通して自分の思いをキーパッドに入力したと主張した。しかし、独立試験が実施され、ファシリテーターが部屋に不在であった場合には質問への正しい答えを出せないと証明されると、ラウレスは自分の主張は誤りであったと認めた。

## FCを取り上げたメディア
リーダーズ・ダイジェストなどの雑誌、ビッグイシュー誌および関連書籍、演劇、映画がFCを肯定的に取り上げている。FC映画として知られるAutism Is a WorldやWretches & JablerersはFCのプロパガンダを広めるために制作され、一部の自閉症団体やニューロダイバーシティ運動によって賞賛され広められている。SBSラジオ、NHK、ABCの20/20:Prime Time Live with Diane Sawyerなどのテレビ番組はFCの成功例と称する逸話を取り上げている。
ジェームズ・ランディ教育財団が、FCの有効性実証に成功した人に100万ドルの賞金を提供するとしたこともメディアで話題となったが、賞金を獲得する者は現れていない。FCと関連するイデオモーター効果やダウジングに精通するマジシャンであるジェームズ・ランディは、1992年、FC検証のためにウィスコンシン大学マディソン校に呼ばれ調査した結果、FCについて「自閉症児の家族に誤った希望を抱かせ、益よりも害をもたらすでたらめである」と結論付けた。 2009年、ランディはFCのファシリテーターによってメッセージが生成されたことが判明したロム・ホーベン事件に関するインタビューにおいて、「我々の用意した賞金は依然としてここにある」と話している。
2024年からポッドキャストで配信されているドキュメンタリー『Telepathy Tapes』は、ノンバーバルの障害者は超能力を持つと主張し、FC類を介して自閉症の子どもたちが親の知っている情報を「読み当てる」実験が行われるが、親が子どものアウトプットに影響を与えたり操作したりしている可能性があり、テレパシーの証明にはならないと批判されている。ニューヨーク州にある探求センター（Center for Inquiry: CFI）は、このドキュメンタリーで主張しているテレパシーが検証試験を経て本物であると判明した場合、賞金50万ドルを提供するとしたが、誰も検証試験に応じていない。

## FC不正事件の背景：文化とファシリテーターの無意識の影響
FCが引き起こしてきた数々の事件のあり方には、ファシリテーターの無意識の願いだけではなく文化的影響もあると見られている。

特に英語圏を中心として、FCを通した虚偽の性的・身体的虐待告発が多発したことについては、自閉症を虐待起源と見做しがちな文化的素地との関連も指摘されている。グリーンはFCと社会に関して次のように述べている。
性的虐待関連のトピックは文化に浸透している。オプラやフィルのTV番組は常に性的虐待に関する話題で沸いているし、近所の本屋のポップサイコロジーの棚にも同様だ。そんな環境に、虐待報告義務法と障害者を虐待から「救いたい」熱意が合わされば、ファシリテーターが告発行動に出る強力な先行条件となる。
ヴォルフェンスベルガーは、FCの紡ぐ文章にファシリテーターの文化や願望が反映されることや、FCを通した虚偽の性的・身体的虐待告発が多発していたのと同じ頃、心理セラピー中にセラピストが捏造した性的虐待の記憶をクライエントに植えつける虚偽記憶事件が多発していたことを指摘し、米国にてFCを通した虚偽の性的虐待告発が多発したことのひとつには、その時代に世間で幼児期の抑圧された虐待記憶というトピックが流行していたことが関連しているだろうと論じた。
FCのファシリテーターが被介助者と性的関係をもつ不正事件も発生している。豪州クイーンズランドで21歳の自閉症男性にFCを実施していた介助者であるマルティナ・スザンヌ・シュヴァイガーは、FCを通して男性が愛を伝えていて性的関係を求めていると信じ、性的行為に及んだ。その後の検証において、男性はFCを通して全くコミュニケーションできていないことが判明し、シュヴァイガーは2014年有罪判決を受けた。
2015年、米国ニュージャージー州立ラトガーズ大学で哲学・障害学専門の准教授であったアナ・スタブルフィールドが、スタブルフィールドの学生であった脳性麻痺の男性を性的加害したとして有罪判決を受けた。スタブルフィールドは、学生であった男性には標準的知能があり男性との間に性的同意があったと主張したが、その同意はFCを通して得られていた。専門家のアセスメントによると、男性には性的同意を行うだけの知的能力がなかった。スタブルフィールドには12年の実刑判決が下され、2年間の服役後釈放された。スタブルフィールドのケースはスタブルフィールドの願望のみでなく社会のエイブリズムが反映されたものであろうと論じられている。2024年、スタブルフィールド事件は米国NetFlixでドキュメンタリー番組『Tell Them You Love Me』として配信され、大きな反響を呼んだ。自閉症治療科学協会（ASAT）は、本ドキュメンタリーについて、スタブルフィールドの視点から事件が描かれており被害者の視点が欠如していることや、効果的なコミュニケーションを可能にするAACやPECSに言及しておらず障害者とその家族にとっての有用性も低いとして、批判的にレビューしている。
2010年、製薬会社重役であったジジ・ジョーダンは、米国ニューヨーク州で８歳の自閉症の息子に薬物を過剰投与して殺害した。ジョーダンは、息子がジョーダンの元夫に身体的・性的危害を加えられていたので息子を苦痛から救済するために安楽死させたと主張した。しかし、息子が虐待を訴えたり死への願いを述べたとする主張はFCを通しての会話のことであり、ジョーダンの主張には裏付けがなかった。また、ジョーダンは息子の自閉症診断を否定し、前夫からの虐待により発症したカタトニア精神病（緊張病）であるのを医師が自閉症と混同したのだと主張していた。2014年、事件以前から極端な感情の揺れ動きに振り回されていたことを考慮されたジョーダンは、殺人罪ではなく第一級過失致死罪の判決を受けた。2022年12月、合衆国最高裁判所判事がジョーダンの保釈を取り消した数時間後、ジョーダンは自宅で命を絶った。ジョーダンがFCに出会っていなければ、ふたりが命を失うという悲劇は起こらなかったのではと指摘されている。

## FCの思想
FCは喋れない障害者に声を与え身体から解放し自立した意思決定者へと変えるエンパワメント機能を備えた思想としての側面が強い。初期にはクロスリーやビクレンの唱えていた障害者脱施設運動、インクルーシブ教育、能力があると信じること（presumed competence）、後にはニューロダイバーシティ運動、当事者研究といった様々な障害者人権運動に関連する思想とFCが互いを強化し合った。

### 能力があると想定すること（presumed competence）
1984年刊行の論考でドネランは、障害者に能力があると想定することを教育支援決定の基準とするべきだと唱えた。ドネランは「生徒へ施す教育に関する決定は、決定できるだけのデータがない場合、たとえその推定が誤りであったとしても生徒に最も危険がないと思われる仮定に基づくべきである」と提言し、知的能力の不明な生徒への教育機会が奪われる等の危険を避けるよう訴えた。ドネランの基準提言が行われた時代背景として、障害の欠損モデル下で障害者の多くが施設に送られ、IQ検査結果のみに基づき生徒の可能性が決定され、障害者の教育を受ける機会をはじめとする社会への参加が阻まれていた状況があった。
ドネランの論考ではpresumed competenceという用語は使われず、1990年にビクレンがFCを実施する際の態度として被介助者に能力があると推定することとして位置づけたのが初出である。1990年代以降、ドネラン自身がFC推進者として積極的な活動を開始し、自閉症者たちには能力がありFC実施中にテレパシーを使いコミュニケーションを取っているようなので検証してほしいと、当時の所属機関であったウィスコンシン大学マディソン校にジェームズ・ランディを招いた。
ビクレンはFC実施に必要なファシリテーターの態度として、喋れない障害者に未開発の隠れた能力があると信じるべきだとし、「障害者に能力があると想定する」か「障害者に能力がないと想定し支援機会と可能性を奪う」かの二者択一を迫り、FC使用を正当化するレトリックを展開した。FCが障害者の能力を無闇に想定することへの批判に対しFC擁護派は、「障害者のことを本質的に能力に欠けていて永遠に無能であると見做すのか」と反論し、後に脳性麻痺の男性への性加害行為で有罪判決を受けることになるスタブルフィールドはpresumed competenceの立場を取らずにFCを批判するのはヘイトスピーチであるとまで主張した。しかしpresumed competenceの立場を取らないのは障害者が本質的に能力に欠けていて永遠に無能であると見做すことと同意ではなく、両極端な選択肢しかないかのように見せるのは誤った二分法であり、実際にはそこに対立構造は成立していない。Presumed competenceの立場を取らないとは、アセスメントもせずに被支援者の能力を信じるのではなく、複数の標準化された信頼性・妥当性・有用性の高いアセスメントツールによる検査やヒアリング等の結果を基に、効果的かつ達成可能な支援の見通しを立て、生徒がより自立し社会参加が可能となるよう現実的な働きかける立場を含むのであり、障害のある生徒を無能であると見做し社会参加を阻害する立場とは異なる。Presumed competenceの立場を取らないとは、能力があるともないとも推定せずに、患者・クライアント・生徒にとって最善の医療や支援（beneficence）を望む立場である。
Presumed competenceの用語は、特別支援教育、障害学、特にAACの文脈において広く用いられてきた。その定義や用法は必ずしもドネランの定義やFC文脈に基づいておらず、有用に用いられたケースもあったが、ドネランが提唱した基準は現在ではもはや有用性を失い時代遅れなものとなっている。現在は信頼性・妥当性・有用性の高いアセスメント尺度があり、複数の標準化されたアセスメント、ヒアリング、行動観察等を経て得られた結果を基に有益かつ達成可能なゴールの設定が可能であり、必要に応じてアセスメントを実施し支援方法を調整する。現在では、支援方法を決定するデータの不足という能力があると推定する条件としてドネランが言及したような状況は稀であり、IQのみを基に支援の仕方を決定するようなこともない。今後の特別支援教育は、依拠するデータなしに生徒の能力を信じるのではなく、データを集めエビデンスに基づいた予測可能な支援を提供することがより重要となってくる。ドネランは最も危険のない推定をと唱えたが、現実にはpresumed competenceを信じアセスメントを受けさせないことで、障害者の可能性が過剰あるいは過小に見積もられ効果的な支援を受ける機会を失ったり、FCのような危険な支援を施されコミュニケーションをとる権利を失ったりといった被害が生じている。

### インクルーシブ教育
FCは当初から障害者脱施設運動やインクルーシブ教育推進といった障害者包摂推進運動としての性質があった。心理学者のスティーブン・グリーンスパンは組織のFC推進とインクルーシブ教育推進運動の中で過激派と化したフルインクルージョン運動が関連していると指摘し、以下のように述べている。
FCと完全包摂（フルインクルージョン）の間にある政治的・イデオロギー的なつながりは、個人的なものでもある。というのも、FC運動の先駆的役割を担った個人（例：ビクレンなど）や組織（例：TASHなど）の多くは、完全包摂を積極的に支持表明していることで知られていた。実際、ビクレンは完全包摂教育実践を学ぶためにオーストラリアに滞在している間にFCと出会った。FCが完全包摂支持者を魅了する理由は、FCの成功例とされるものの多くが、障害者は実際には能力があるのに専門家に過小評価されていただけだとする主張を裏付けているようであるからなのは間違いないだろう。しかし、ノーマライゼーション理論で知られるヴォルフ・ヴォルフェンスベルガーが指摘するように、障害者の社会的役割をノーマライズするにはノーマルな能力の証明が必要とする考えが誤りなのであり、その能力の証明が偽である場合はなおさら誤りである。
ヴォルフェンスベルガーは、FCが本物のコミュニケーションであるか否かという問いと、障害者の脱施設運動や教育におけるインクルージョン運動の是非とが混ぜて論じられてきた経緯を問題視し、前者は適切な統制下における科学的実験によってしか判明しない経験論的問いであり、後者は倫理関連問題であり政治的・社会的コンセンサスを通して解決していくべきことであると述べた。
2017年にPBSで放映されたドキュメンタリー映画『Deej』では、FCを使いオバーリン大学に進学し優等（ファイ・ベータ・カッパ）で卒業した自閉症の青年ディージ・サヴァリーズ（デイヴィッド ジェームズ（DJ）・サヴァリーズ）が、高い能力をもちながら知的障害とされ高等教育の機会が与えられていない自閉症者が自分以外にも多くいるとして「インクルージョンは宝くじであってはならない（"inclusion shouldn't be a lottery"）」というキャッチフレーズでインクルージョンの重要性を訴えた。心理学者のクレイグ・フォスターは、ディージ自身がFCに頼っているのでは能力に応じたインクルージョンという主張も脆弱になると批判した。

### ニューロダイバーシティ運動
ニューロダイバーシティ運動とFCの協働は、互いの不足を補完し、相互に増強し合ってきた。ニューロダイバーシティ運動がFCを使用することで知的障害を伴う重度自閉症の人々を包摂したかに見せることを可能にし、FC推進派は障害者の能力を信じること（presumed competence）の重要性を効果的に広めることが可能となった。概念および社会運動としてのニューロダイバーシティが成り立つのも崩れるのも、自閉症者個々人が発する声に依拠する。2011年に開催された全米ニューロダイバーシティシンポジウムはシラキュース大学にて開催され、シラキュース大学ファシリテイテッド・コミュニケーション研究所（The Institute on Communication and Inclusion）がスポンサーであった点からも、FCがニューロダイバーシティ運動の不可欠な要素であったと考えられている。同シンポジウムではニューロダイバーシティは以下のように定義された。
ニューロダイバーシティとは、自閉症を病気としてではなく、人間の神経配線の多様性として捉えることを提唱する概念であり、同時に社会運動でもある。そのため、ニューロダイバーシティの活動家たちは、自閉症を「治療すべきもの」とする考えを否定し、代わりに自閉症者特有のコミュニケーション方法や自己表現を称賛し、自閉症者が自閉症者として生きていけるような支援システムの促進を提唱している。 
ニューロダイバーシティ運動が社会的に成功している自閉症者に焦点を当て、自閉症を障害と見做さない点について、知的障害を伴う重度自閉症の存在を無視し、支援を必要とする自閉症者を排除しているとの批判がなされてきた。一方で、FC支持者は、FCの使用においてオーサーシップが疑われる状況を、社会的抑圧と偏見のせいで能力を疑われ言語能力の証明を求められたヘレン・ケラーやフィリス・ウィートリーの事例に類似すると主張している。このようにニューロダイバーシティ運動は、FCを巡る議論の論点をオーサーシップ真偽から「能力があると想定すること（presumed competence）」へと移行させ、FCを含む多様な形のコミュニケーションを通じて障害者が自己表現する権利を擁護する立場をとるようになった。「能力を信じる（presume competence）」という考え方は、FCと連帯するニューロダイバーシティ運動において重要なスローガン（マントラ）となっている。ニューロダイバーシティ運動はFCと連帯することで、重度自閉症者のインクルージョンを実現し、彼ら自身がニューロダイバーシティ運動の主体者として自ら語るという構図を可能とした一方、FC推進派はニューロダイバーシティとの連帯を通じて、presumed competenceを広く訴えるとともに、コミュニケーションの権利を奪われ発言できなかった自閉症者がFC類に出会うことで能力を発揮し主体的な意思決定者となったというナラティブを重度自閉症者にFCを通して語らせることで、コミュニケーション介助法としての正当性を主張するようになった。FCとニューロダイバーシティ運動の関連については、人権に関する学術誌に発表された論考で次のようにまとめられている。
FCの支持者たちは、自分たちが重度自閉症の人々の声を聞き、共に取り組むことで、これまで周縁に押しやられていた人々に「声」を与え、ニューロダイバーシティの根本的な哲学を実現しつつあると信じている。
インクルージョン、各種手段や情報等へアクセスする権利、言論の自由、市民権といった障害者が直面する問題には、最も厄介で解決困難な課題があり、それら課題はそれらを解決できるかのように思わせる似非科学的慣習が忍び込む余地となる。たとえば、FCを通せば、発言できないと思われていた障害者が「声」を持っているかのように見えるのだ。
特別支援教育とAACを専門とするラルフ・シュロッサ―と比較文学者アンジャリ・プラブは、FC類（FC/RPM/S2C）をポストコロニアリズムの観点から分析したナラティブレビューでFC類使用は権力勾配の表われであり健常者による障害者の植民地化であろうと指摘し、FC類が生成する声は実際には自閉症者の声ではなく、ファシリテーターの役割を担うニューロティピカルあるいは喋れるニューロダイバージェントの声であり、ニューロダイバーシティ運動が重視する真正の自閉症者の声ではないことから、FC類とニューロダイバーシティ運動は協働するのではなく対立する立場にあるべきだと述べた。さらに、ニューロダイバーシティ運動において見られるような、FC類を通して障害者の声ではなく健常者の言葉を生成し、典型的かつ支配的なマスター・ナラティブを形成することで達成されたかに見えるインクルージョンは、障害者のあり方や声を健常者のマジョリティ価値観で歪曲する認識的暴力（epistemic violence）に他ならないと批判した。

## 日本におけるFCの歴史
1973年に発表された若林論文は、日本におけるFC研究の初期の事例である。1955年生まれで、４歳まで正常に近い言語発達にあったがその後発話が消失した折れ線型自閉症（幼児自閉症の発達過程においていちど獲得された行動が消失したりといった退行現象を示す一群）とされるタイプの男児について、1959年から13年間フォローアップした報告である。この対象児は10歳2か月から文字カードによる文字指導を受け、12歳9か月時には母親が対象児の手に触れることで「筆談」が可能となり、15歳1か月のときには介助なしで筆談を行っていると報告された。
若林は児童精神医学者のマイケル・ラターが言語・認知障害説の枠組みにおいて発達性失語症（developmental aphasia）と自閉症の言語発達障害の間に著しい近似性があると指摘したことに注目し、折れ線型自閉症児のFC現象と発達性失語症との関連を考えたが、ラターの言語・認知障害説は1980年代に否定された。

### 1990年代の出来事
海外の学術誌上でFC論争が展開される中、日本でもFCに関する事例がいくつか報告された。
1992年、ドーマン法と呼ばれる人間能力開発研究所のプログラムに、ローズマリー・クロスリーを発祥としたFC手法が導入された。人間能力開発研究所は、グレン・ドーマンが脳障害治療の研究を目的として設立した教育組織であるとされるが、ドーマンの医学的論文は発見されておらず、反証もなく、書籍やパンフレットでドーマン法の効果を述べるばかりであり、明確に民間療法である。またドーマンは「楽しく、自然体でおこなうこと、そして、テストしないこと」を最も大切なアドバイスとして述べており、明確に検証を拒否している。1995年、後に奇跡の詩人と呼ばれる日木流奈にドーマン法のFCプログラムが開始された。
国立特殊教育総合研究所（現国立特別支援教育総合研究所）の研究員として、障害児の教育相談を行っていた落合俊郎は、独力では書字のできない重度重複障害児にペンを持たせ、手の甲を包み込むようにして援助したところ、書字や描画が可能となる事例を発見し「表出援助法」と名付けて発表した。落合の発見をきっかけに、国立特殊教育総合研究所（以下、特総研という）では、この現象をどのように理解するか、また、この方法を従来から書字・描画ができないとされてきた人々への支援方法として一般化できないかと考え、実践を通じて研究を行った。「表出援助法」は書字・描画の援助だけでなく、スプーンで食べる、ボタンを留めるなどの日常生活動作全般の幅広い支援に適用され、コミュニケーションをはかることに特化したFCとは対象範囲が異なる。「身体の一部に軽く触れることによって、独力では実現しない目的的な動作の達成を支援する」という意味で、「表出援助法」と呼んでいた方法を「ソフト・タッチング・アシスタンス（Soft Touching Assistance：STA）」と呼称し直した。STAの研究過程において、海外にはFCと呼ばれるSTAと類似の手法が存在することを知った落合は、米国でFCの普及活動をするビクレンに手紙を送り、交流が始まった。手紙の内容についてビクレンは「彼のSTAの描写は私が研究するFCと重なるものでした」と述べている。特総研は1996年から４年間にわたってSTAの特別研究を実施した。この研究に先立って1994年にビクレンを招聘し情報交換を行っている。
1993年、石井聖は「おとなが軽く手を添えてやるだけで、子どもの手が勝手に動きだす」現象を「逆クレーン現象」と名付けて報告した。「逆クレーン現象」が起きた時には、非常に高い確率で正答を書くことができ、鉛筆を握っている手の反対の手に触れた場合でも、頭に軽く触れただけでも同じ現象が生じるという。「逆クレーン現象」の極端な例として、ドイツ語が堪能な母親に軽く接しているだけで、知っているはずのないドイツ語を、日本育ちの重度自閉症児がスラスラと書いてしまった事例、接触すらせずに母親と一緒にいるだけで、本来なら書けるはずのない文字が正しく書けた重度自閉症児の事例を紹介している。石井は、この超常現象を解明すべく様々な実験を試みた結果、「体が接触していることがやはり条件であるようだ。つまり、体のどこかが接触していなければ、伝達は不可能であった。糸紐やニクロム線でつなぐ実験もしてみたが、それらではダメであった。前述した母親のように、子どもの体には指一本触れずにコントロールするのは、どうやらかなりレアケースであるらしい」と述べている。FCにおける接触の役割については、毛塚恵美子が1997年に実験結果を報告している。
1994年、片倉信夫は自らが考案した「ペンペン字」と呼ばれるコミュニケーション法を紹介した。片倉は自然な育ちの中で筆談が可能になった自閉症児を集めて「筆談自閉症」と呼んでいたが、意図的な訓練の結果書けるようになる事例を発見し、その後２か月ほどで20人近くの自閉症児に筆談を教えることに成功した。その中に、鉛筆ではダメだが、指で書かせると書けるという子が出てきて「指談」に発展した。指で書く負担を軽減するため、平仮名を簡略化した「ペンペン字」と呼ばれる文字を考案したが、書く方の負担を減らした分、解読作業が難しくなった。訓練を始めて一年前後で数百人のオーダーに達し、考えとしては全自閉症に可能だとしか考えられなくなった片倉は、「自閉症全員が字でコミュニケイトできるのであれば、『筆談自閉症』などという言葉は不要である」との考えに至っている。片倉は逸話報告をする中で「現在の僕は、ペンペン字の長文を読むことが出来ない。ペンペン字の一問一答、単文か重文ぐらいがせいぜいで、長文になると、これは自分が書かせているのではないかという重圧を跳ね返せなくなり、集中が途切れ、全く読めない状態に陥ってしまう。」と断りを入れている。片倉はペンペン字を確認して十年以上経った頃、ペンペン字に関わった人たちにその後を尋ねてみたが、どの現場でもペンペン字の実践はなされておらず、綺麗に消滅していた。
1994年に開催された日本特殊教育学会第32回大会のワークショップで『「表出援助法」「Facilitated Communication」の場面に現れた諸現象をめぐって』というタイトルで討論されたが、FCを強力に支持する討論内容であった。
1995年、日本教育心理学会総会の自主シンポジウム「書字・描画による意志表出援助場面における現象をめぐって」でFC問題が取り上げられたが、そこでの議論は、援助者が手を添えることで絵や文字の表出が容易になることがあり得るというFC現象の追認に留まっている。
1996年、神野秀雄は、話し言葉は殆ど無いが、母親との筆談で高い読み書き能力を発揮するという男児の事例と、教師とのみFCが可能なケースで、ビネー式知能検査でIQ30だったが、FCを通すとIQ91という数値になった女児の事例を紹介している。日本でも教育現場でFCが実践されつつあることから、アメリカでの論争を紹介したうえで、FCの妥当性を検討している。1997年度から1999年度にわたって「Facilitated Communicationの妥当性に関する事例研究」を行った。

### 2000年代の出来事
特総研は、1996年から４年間にわたって実施したSTAの特別研究の報告書を2000年に提出した。報告書では「STAにより文字や文章を書いたり、絵を描いたりする現象は疑いもない事実」とされているが、なぜ書字や描画ができるのか明確な説明は提示されず、書かれた内容が本人の意志表出であるか否かについても十二分な吟味のないまま不問にされている点、STAを一方で「共同作業である」、「指導の過程である」と位置づけながら、一方でSTAによって表出された結果を個人の能力としても評価している矛盾点などを毛塚恵美子に指摘され、「研究所の姿勢は、教育現場に混乱をもたらす」として批判されている。
2002年にNHKスペシャル『奇跡の詩人〜11才 脳障害児のメッセージ〜』で、母親とのFCにより詩を綴る日木流奈のドキュメンタリー番組が放映されたが、流奈の視線が文字盤から外れていたり、寝ている間も文字盤を指し続けている様子などから、放映後、NHKに多くの疑問や抗議の声が寄せられ、週刊誌や月刊誌で特集が組まれるなど議論を巻き起こした。放映から２ヶ月後には批判本も出版されている。日本小児神経学会は、番組放映後に障害を持つ子どもの親や周辺のサポーターにも悪影響が出始めたことからNHKに批判的な公開質問状を送った。また国会でも菅義偉衆議院議員が、FCについて「アメリカでは諸学会から批判をされて、今や信頼性がほとんど否定をされているのが実態である」としてNHK理事に質疑を行った。日本聴能言語士協会は「FCに対する批判的見解」を表明した。日本行動分析学会は、NHKスペシャル『奇跡の詩人』とFC問題に関して、倫理委員会で検討を行ったが、日本行動分析学会に対する誹謗・中傷・誤解・攻撃ではないため、学会としては抗議行動を行わないとした。行動分析学の立場からは中島定彦がNHK宛に抗議の手紙を送り、男児が自発的に動かしているかどうか検証するのに、物理的苦痛を与えない簡単な実験で示すことができると述べている。中島は、奇跡の詩人騒動についてJAPAN SKEPTICSの機関誌にまとめた。
奇跡の詩人騒動がきっかけとなり、FCが孕む危険性や問題点が広く一般に知られるようになると、FCに類似するSTAを研究していた特総研も外部から批判され、研究をやっていた面々が研究所を出て行ったが、笹本健は「これはすごいことだから、細々とでもやらなければいけない」と、一人で研究を続けた。学会から名指しで批判された落合は、教育相談では行っていたが、学会や研究紀要での発表は控えていた。
2003年、NHKはETVスペシャル『あなたと話したい』を『奇跡の詩人』関連番組として放映した。STAの研究協力者である立命館大学の望月昭がゲスト出演し、FCの問題点や、特総研の「表出援助法」を導入するにあたっての留意点を説明をしている。望月は、表出援助法導入にあたって、本人の意に染まぬ形で援助が行われた時、ノーと言える状況をつくることを留意点として挙げたが、毛塚は、それは書かれた事柄の意味内容を本人が理解できていることが前提となるため、その確認にあたっては何らかのブラインド・テストを避けるわけにはいかないだろうと述べている。
2004年、毛塚は「『奇跡の詩人』で取り上げられたドーマン法でFCが推奨されている他にも、FCに類似した方法がその妥当性についての検証がないまま、障害児者に実践されてきたという事実がある」として、「妥当性に関する科学的な検証と議論を重ねていくこと、さらに、その使用にあたって暫定的であれ注意すべき諸点を明示していくことが早急に必要と考える」と述べ、当面の対応策として以下の提案を行っている。
（1）ブラインド・テストができる（条件1）、訂正、異議申し立てがFC以外の方法で確実にできる（条件2）ことが保証されない限り、FCメッセージをFCユーザ本人の意思表出として解釈することには問題がある。（2）条件1および2が満たされない場合、そのFCメッセージはユーザと介助者との共同行為の産物として捉えるのが妥当である。
笹本は科学研究費による研究実施を通じ、東田直樹や大越桂をはじめとした、STAや筆談等によって表現方法を手に入れた人々と出会った。2008年、笹本が企画運営委員長を務め、日本合同アムウェイ、株式会社エスコアールの協賛を受けた「ダグラス・ビクレン＆東田直樹ジョイント講演会」が開催された。講演タイトルは「ファシリテイティッド・コミュニケーション（FC）とは？－あると思わなければ見つけられないもの－」であった。大越桂はビデオレターを寄せている。
2009年、東京大学大学院教育学研究科臨床心理学コース主催の公開シンポジウム「自閉症者が語る自閉症の世界」が開催された。ビクレンの講演後、自閉症の診断名を持つFCユーザーである東田直樹、ラリー・ビショネット、トレーシー・スレッシャーが、主にタイピングを用いて自身の体験を表現した。ビショネットとスレッシャーはFCプロモーション映画として知られる『Wretches & Jabberers』の共同主演者である。言語聴覚士の中川信子、臨床心理学コース准教授の能智正博の質問に答え、聴衆からの質問にも答える形で対話が行われた。
2009年、神野は10年間のFC動向について振り返った。2005年に東田直樹の新聞記事を読んだ神野は「明らかにFC現象」と思い、東田の著書を数冊購入した。東田親子の共著から、東田が母親に触れなくてもパソコンでタイピングができるようになるまでの経過を簡潔にまとめて紹介したうえで、「FCによって産出された文章の妥当性は別として、FC自立への道は、母親のわが子の心の内を知りたいという強い願望とFCに対する絶対的信頼であろう。」と述べている。また賢馬ハンスの翻訳本を紹介したうえで、「von Ostenのハンスに対する信じて疑わない態度・信念が強烈に印象に残り、現代のFCにおけるfacilitatorに共通するところを感ずるのである。」と、ファシリテーターのFCに対する強い信念について再度言及している。

### 2010年代の出来事
2011年、東日本大震災から一ヶ月後、仙台市に住む大越桂は、復興支援チャリティコンサートのオリジナル曲のために「花の冠」という詩を筆談で綴った。地元の合唱団が初披露し、朝日新聞などで紹介され、野田首相(当時)の所信表明演説にも引用された。
2013年、東田直樹が13歳の時に執筆したエッセイが、英国人作家デイヴィッド・ミッチェルと妻の吉田恵子により英訳され出版された。児童神経心理学者のデボラ・ファインと児童精神科医の神尾陽子は、この本が親たちに、重度の自閉症の子どもがこのような本を自分で作成することができると信じ込ませ、おそらく自閉症の子どもは皆そのような能力を持っていると信じさせることになり、家族や影響を受ける子どもたちに有害となる可能性があることを懸念している。
熊谷普一郎は、2014年の博士論文にFCで綴られた言葉を本人の言葉として引用している。また、RPMの開発者であるソマ・ムコパディエイについて「自閉症児がもつ社会的な気質を現実化することに一貫して成功を収めてきた」として、肯定的に紹介している。
2014年、要田洋江は「当事者と筆談援助法で関わる親、ないし関係者は皆一様に、 FC（筆談援助法）の肯定的な側面は、本人の生活の質の向上であることに言及している」と述べ、FC利用の擁護論を展開している。
2016年、日本児童青年精神医学会総会において、東田直樹と精神科医山登敬之による教育セッションが行われる予定であったが、東田のコミュニケーション方法がFCを経ていること、東田のコミュニケーションがFCでないことを確信しうる科学的根拠がないこと、FCの有効性を示すエビデンスはほとんどなく、その有効性を否定するエビデンスが多く報告されていること、東田がFCの主唱者であるビクレンと少なくとも３回の講演会を行っていることなどから理事会で議論が重ねられ、理事会文書を公開する条件付きで開催許可の決定がなされたが、その旨を説明された東田は登壇を辞退している。
精神科医杉山登志郎は言語は理解できるが発語はないタイプの自閉症があると主張し、内言語は豊かだが発語が非常に遅れ統語に困難がある言語失行タイプに相当するとし、有名な東田直樹がこのパターンであるとしたが、自閉症児が言語失行により発語できないという仮説は否定されている。
2017年、市川和彦は紀要論文にて、重度の障害児と思われていたが文字盤により豊かな精神世界が顕現された例として東田直樹著『自閉症の僕が跳びはねる理由』や同じくFCユーザーであるイド・ケダーの著作からの文章を引用している。

### 2020年代の出来事
現在、「奇跡の詩人の再来」と言われているのが、神原康弥である。神原の公式サイトのプロフィール欄では、以下のように紹介されている。
１９９３年５月生まれ。２歳半で脳症と告げられ、生死をさまよい、重度障がい者となる。６歳で母と「筆談」というコミュニケーション法を会得し（その後「指談」へ）、詩を描き始める。８歳のときに、宇宙根源の存在に気づく。小中学生の頃は、妖精や精霊とよく会話した。２０歳の正月、宇宙会議の夢を見る。普通の人に見えないものが見える――そのことを世の中に広めていこうと決心、お話会を始める。２２歳で母とともにオフィスKOUを設立し、コンサルティング、また意識改革を目的とした連続講座、講演会などを行っている。
康弥は「天の声を聴く詩人」と呼ばれており、その代弁者が母親のひで子である。「気功家、光・エネルギー師」を自称するひで子が康弥の身体に触れることでその思考を読み取ることができるという触れ込みであるが、実際の講演会では、熱く代弁するあまり康弥に触れている手を離してしまうひで子の姿が度々目撃されている。
ひで子のテレパシーによって通訳される康弥の個人コンサル料金は60分で50,000円、ひで子自身が行う気功コンサル料金は90分で33,000円（初回）である。
神原親子の筆談を見た國學院大學の柴田保之教授は、「目の前で書かれていく運動はほとんどお母さんが援助することによって起こっているもので、目も文字からそれていましたから、常識的には本人が書いているとは思えないものでしょう」と述べているが、柴田自身は疑うという発想自体が無かったという。柴田は康弥にパソコンでのコミュニケーションを試みたが、独力でやれるという状況には持っていけなかったため、パソコンはやらなくていいということになった。援助方法としては、パソコンよりも圧倒的に筆談のほうが速く楽だったからだという。
2023年、柴田保之はFC/RPM/S2Cを使用して書かれた当事者を著者とする英語書籍およびFC/RPM/S2Cを支持する専門家による英語書籍30点と、英語圏でこれらの手法を使用する15人の当事者名をリスト化し、FC類使用を擁護しFC類に対する批判に反論しようと試みたが、柴田自身が「当事者や支援者によって出版された英語の書籍について紹介をするという試みは、本来それらを読破した上でなされるべきものであろう。残念ながら、それを成し遂げる力は私にはなかった」と述べており、列挙した英語文献を実際には読まずに紹介し論じたことを認めている。
2024年、松田光一郎はFCは口話や手話と同等に尊重されるべきという立場を示し、言語的な行動を見せなかった人がFCにより突然高度な言語を表出するという不可思議な現象を、ヘレン･ケラーの例を挙げるなどして刺激等価性という行動分析的な言語研究パラダイムから説明できる可能性を実証することなしに紀要論文にて主張した。
2024年、山登敬之は二度にわたり毎日新聞紙上にFC肯定記事を公開し、自閉症児の母親が「掲げたiPadの画面」に指で言葉を入力する少年を取り上げた。山登は同じく東田のコミュニケーション法に肯定的な杉山登志郎が理解できるのに発語できない「言語失行」タイプの自閉症があると主張したことや若林慎一郎がFC現象を報告したケース論文に言及し、東田直樹、ビルガー・ゼリーンといったFCユーザーの名を列挙することで、高度な言語能力を有するのに言語能力がないと見做されてきた言語失行のために喋れない自閉症者が世界にはたくさんいるとする論を展開した。発話困難な自閉症児が言語失行であるとする説はラターの言語・認知障害説に依拠するが、自閉症言語・認知障害説自体が1980年代に否定されている。同様に、FC肯定者たちが主張してきた小児発語失行（Childhood Apraxia of Speech: CAS）のために喋れない自閉症の子供たちがいるとする仮説もエビデンスに乏しく確認できていない。
2025年、山登は関東子ども精神保健学会主催で東田直樹氏と精神科医青木省三氏の講演会を開催した。山登はこの講演会に言及した毎日新聞記事で、自閉症の特徴である常同性や同一性への固執に焦点を当て、東田氏の行動が自らの意思とは無関係に脳の命令によって勝手に動いてしまうものであると説明し、「自分の意思と関わりなく、脳の命令に従って身体が勝手に動いてしまう、あるいは動かなくなる。なんと不自由なことでしょう。それなのに、周囲から奇異な目で見られたり、重い知能障害があるとみなされたりする。そのときの悔しさ、やるせなさはいかばかりのものか」と述べた。また、講演会中に東田が「6時帰る」「5時になったら控室」といった口頭での発言を繰り返した件について、山登は"文脈とまったく関係なく出てきた言葉"なので省くとした。

## 日本語に翻訳されたFC関連書籍
- エイドリアナ・ローシャ、クリスティ・ジョルディ 著、塩原通緒 訳『永遠の子供』角川書店、1997年。ISBN 978-4047912786。
- ビルガー・ゼリーン 著、平野卿子 訳『もう闇のなかにはいたくない』草思社、1999年。ISBN 978-4794209122。
- グレン・ドーマン 監修『声をください: 文字盤に刻んだ脳障害詩人たちの愛の言葉』大和出版、2000年。ISBN 978-4804760872。
- ラッセル・マーティン 著、吉田利子 訳『自閉症児イアンの物語―脳と言葉と心の世界』草思社、2001年。ISBN 978-4794211026。
- ポーシャ・アイバーセン 著、小川敏子 訳『ぼくは考える木―自閉症の少年詩人と探る脳のふしぎな世界』早川書房、2009年。ISBN 978-4152089946。
- ダグラス・ビクレン 著、鈴木真帆・日向佑子・金澤葉子 訳『「自」らに「閉」じこもらない自閉症者たち―「話せない」7人の自閉症者が指で綴った物語』エスコアール出版部、2009年。ISBN 978-4900851535。
- イド・ケダー 著、入江真佐子 訳『自閉症のぼくが「ありがとう」を言えるまで』飛鳥新社、2016年。ISBN 978-4864104852。
- ソマ・ムコパディエイ 著、鈴木麻子 訳『RPMで自閉症を理解する』エスコアール、2017年。ISBN 978-4900851863。
- ソマ・ムコパディエイ 著、鈴木麻子 訳『RPMで自己刺激行動と問題行動に対処する』エスコアール、2020年。ISBN 978-4909375094。

## 参考書籍
- Rosalind C. Oppenheim (1974) (英語). Effective Teaching Methods for Autistic Children. ISBN 978-0398028589
- 滝本太郎、石井謙一郎『異議あり!「奇跡の詩人」』同時代社、2002年。ISBN 978-4886834751。
- テレンス・ハインズ 著、井山弘幸 訳『ハインズ博士再び「超科学」をきる: 代替医療はイカサマか？』化学同人、2011年。ISBN 978-4759814682。
- パトリシア・パウリン. 2000. ファシリテーテッド・コミュニケーションについて. 久保紘章, 谷口政隆,鈴木正子(訳), 自閉症―成人期にむけての準備: 能力の高い自閉症の人を中心に (p.18). 東京：ぶどう社.